# Podistera nevadensis
Podistera nevadensis är en flockblommig växtart som först beskrevs av Asa Gray, och fick sitt nu gällande namn av Sereno Watson. Podistera nevadensis ingår i släktet Podistera och familjen flockblommiga växter. Inga underarter finns listade i Catalogue of Life.